# Alexander Eppo van Voorst tot Voorst
Alexander Eppo baron van Voorst tot Voorst (Zwolle, 30 augustus 1880 – Rotterdam, 27 mei 1965) was van 1921 tot 1941 commissaris van de Koningin in Overijssel. In 1941 werd hij afgezet en met ingang van 9 augustus 1941 door de NSB'er Egon von Bönninghausen opgevolgd. Na de oorlog keerde hij nog een keer terug in zijn voormalige functie.
Van Voorst tot Voorst was een zoon van Joan baron van Voorst tot Voorst en Pauline F.E.M. van Sonsbeeck, een kleindochter van minister Herman van Sonsbeeck.
- Biografisch Portaal: 79661468
- Parlement.com: vg09llz2mlw3